# Vampire Sex – Lady Dracula 3
Vampire Sex – Lady Dracula 3 (im Original: Vampire Blues) ist ein mit pornographischen und Horror-Elementen angereicherter US-amerikanischer Trashfilm des Regisseurs Jess Franco. Der Low-Budget-Film um eine junge Frau, die von einem weiblichen Vampir zerstört werden soll, wurde vollständig digital gedreht.
Der Film hat keinen Bezug zu Lady Dracula von 1978.

## Handlung
Die junge US-Touristin Rachel verbringt ihren Urlaub völlig allein in Spanien. Dort leidet sie bald unter erotischen Tagträumereien. In ihren mysteriösen Visionen sieht sie die lesbische Vampirin Irina von Murnau, die sie leicht bekleidet zu verführen versucht. Die Urlauberin misst diesen Ereignissen zunächst keine Bedeutung zu. Dies ändert sich, als sie zufällig an einem Souvenirstand vorbeikommt, wo u. a. ein blaues T-Shirt mit dem Konterfei der mysteriösen Blutsaugerin angeboten wird. Die markante Klamotte, die eigens für sie angefertigt sein soll, weckt sogleich Rachels Interesse.
Fortan verstärken sich die Phantasien der erholungssuchenden Schönheit. Die Grenze zwischen Realität und Fiktion verschwimmt gänzlich. Wenig später ist der Vampiraufdruck wie von Geisterhand verschwunden. Zudem führen fremdartige Geräusche und Stimmen die ahnungslose Rachel in eine alte Villa, wo sie der teuflischen Irina von Murnau regelrecht verfällt. Der dominanten Vampirin gelingt es ihre Partnerin beim Liebesspiel zu beißen.
Im weiteren Verlauf der Handlung wird die verwirrte Touristin der Zigeunerin und Wahrsagerin Marga vorstellig, die der jungen Frau ihre Dienste anbietet. Die Seherin tötet Vampirin Irina schließlich mit einem übergroßen Dildo.
In einem offenen Ende erwacht Rachel am Strand mit dem zuvor erworbenen T-Shirt. Dieses enthält nun ein neues Motiv – Rachel mit Vampirzähnen.